# Jacques Livage
Jacques Livage (Neuilly-sur-Seine, 26 ottobre 1938) è un chimico francese titolare della cattedra di Chimica della materia condensata presso il Collège de France e membro dell'Accademia francese delle scienze.
È stato un pioniere della chimica dolce.

## Premi e riconoscimenti
- Prix Yvan Peyches dell'Accademia francese delle scienze (1980)
- Membro dell'International Academy of Ceramics (1995)
- Membro dell'Istituto universitario di Francia (dal 1996 al 2001)
- Membro dell'Accademia francese delle scienze (dal 1999)

## Opere
- Chimie théorique : concepts et problèmes, Hermann, 1972.
- Les matériaux : présent et futur, Rhône Poulenc Recherches, 1990.
- Les gels, Elsevier, 1995.
- De la solution à l'oxyde, EDP Sciences et Éditions du CNRS, 1998.
- Metal oxide chemistry and synthesis, J. Wiley, 2000.
- Chimie de la matière condensée, Fayard, 2003.

| Controllo di autorità | VIAF (EN) 14772923 · ISNI (EN) 0000 0001 1560 5238 · LCCN (EN) n00010480 · GND (DE) 1267043644 · BNF (FR) cb119131482 (data) · J9U (EN, HE) 987007342292405171 |